# ديفيد فيرتشايلد (سياسي)
ديفيد فيرتشايلد هو سياسي أمريكي، ولد في 1 أغسطس 1791، وتوفي في 17 سبتمبر 1866. نشط حزبياً في الحزب الديمقراطي. وقد انتخب عضو جمعية ولاية كاليفورنيا ‏.